# 젊음이 밤을 지날 때
젊음이 밤을 지날 때는 한국에서 제작된 홍성기 감독의 1964년 영화이다. 김혜정 등이 주연으로 출연하였고 안태식 등이 제작에 참여하였다.

## 출연

### 주연
- 김혜정
- 이상사
- 남궁훈

## 제작진
- 원작자: 박계형
- 조명: 윤영선
- 미술: 임명선